# Colciago
Colciago (Colciagh in dialetto brianzolo, AFI: [kulˈtʃɑːk]) è una frazione geografica del comune italiano di Lurago d'Erba posta ad ovest del centro abitato.

## Storia
Colciago fu un antico comune del Milanese.
Registrato agli atti del 1751 insieme ai cascinaggi di Cassina Marcetta, Cassina Carreggia, Cassina Visconti e porzione di Calpuno, nel 1786 coi suoi 549 abitanti entrò per un quinquennio a far parte della Provincia di Como, per poi cambiare continuamente i riferimenti amministrativi nel 1791, nel 1797 e nel 1798.
Portato definitivamente sotto Como nel 1801, alla proclamazione del Regno d'Italia nel 1805 risultava avere 408 abitanti. Nel 1809 il municipio fu soppresso su risultanza di un regio decreto di Napoleone che lo unì per la prima volta a Lurago, ma il Comune di Colciago fu restaurato nel 1816 dagli austriaci dopo il loro ritorno. Nel 1853 risultò essere popolato da 620 anime, salite a 636 nel 1871. Il censimento del 1881 registrò 612 residenti, ma nel 1883 il governo italiano decise la definitiva soppressione del municipio riaggregandolo a Lurago d'Erba.